# Oksana Pys'mennyk
Oksana Viktorivna Pys'mennyk (in ucraino Оксана Вікторівна Письменник?; Mykolaïv, 27 novembre 1978) è un'ex cestista ucraina.

## Carriera

### Club
Nella stagione 2007-2008 gioca nella Pallacanestro Ribera, con la quale disputa 29 partite in Serie A1, con una media di 10.9 punti a partita.

### Nazionale
Ha giocato nella Nazionale di pallacanestro femminile dell'Ucraina, partecipando anche alla fase finale dei FIBA EuroBasket Women 2001 e FIBA EuroBasket Women 2003.